# Hans-Georg Beyer (Handballspieler)
Hans-Georg Beyer (* 3. September 1956 in Stalinstadt) ist ein ehemaliger deutscher Handballspieler.
Mit seinem Verein ASK Vorwärts Frankfurt wurde der Rückraumspieler 1975 und 1982 zwei Mal DDR-Meister. 1975 gewann er zudem den Europapokal der Landesmeister. Bei den Olympischen Spielen 1980 in Moskau erzielte er im Endspiel gegen die UdSSR in der Verlängerung den entscheidenden Treffer und wurde somit mit der DDR-Nationalmannschaft Olympiasieger. Insgesamt bestritt der Rechtsaußen 46 Länderspiele für die DDR.
1981 musste er nach seiner zweiten Bandscheibenoperation seine Karriere beenden. 1980 wurde er mit dem Vaterländischen Verdienstorden in Silber ausgezeichnet. Von 1998 bis 2006 trainierte er den Ludwigsfelder HC.
Hans-Georg Beyer ist der Bruder des Olympiasiegers von 1976 im Kugelstoßen Udo Beyer und der Diskuswerferin Gisela Beyer.